# Strijkinstrument

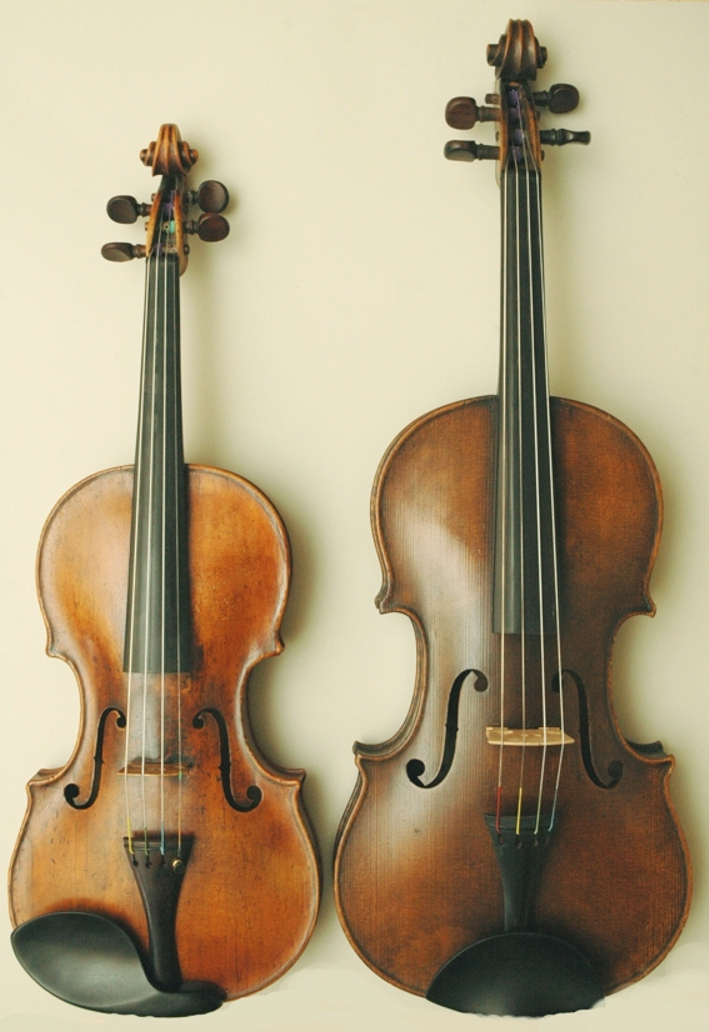
Viool en altviool

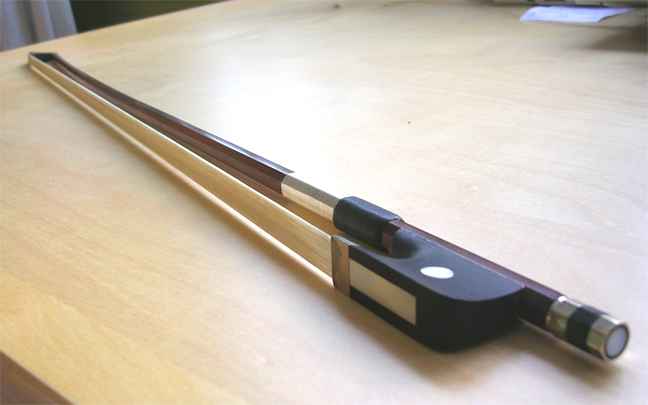
Strijkstok van een cello

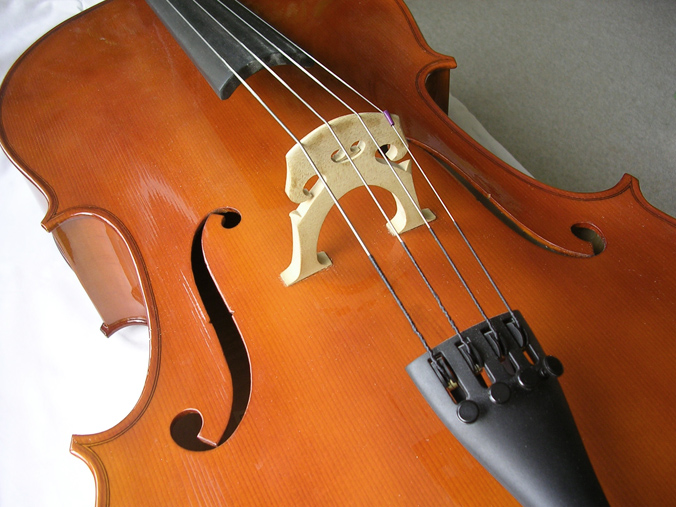
Snaren gespannen op een cello

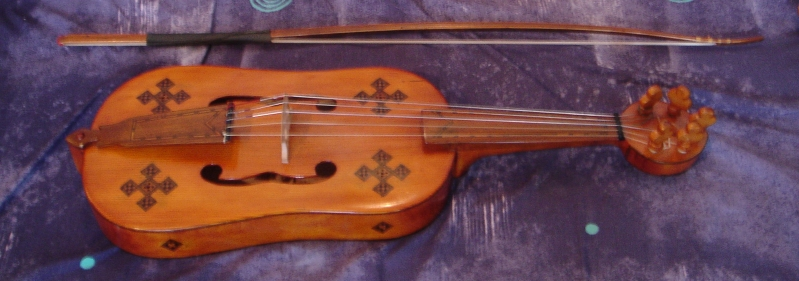
Een vedel, voorloper van de viool

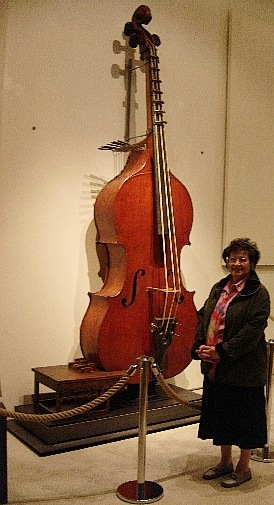
De octobas, het allergrootste strijkinstrument en het laagste in klank

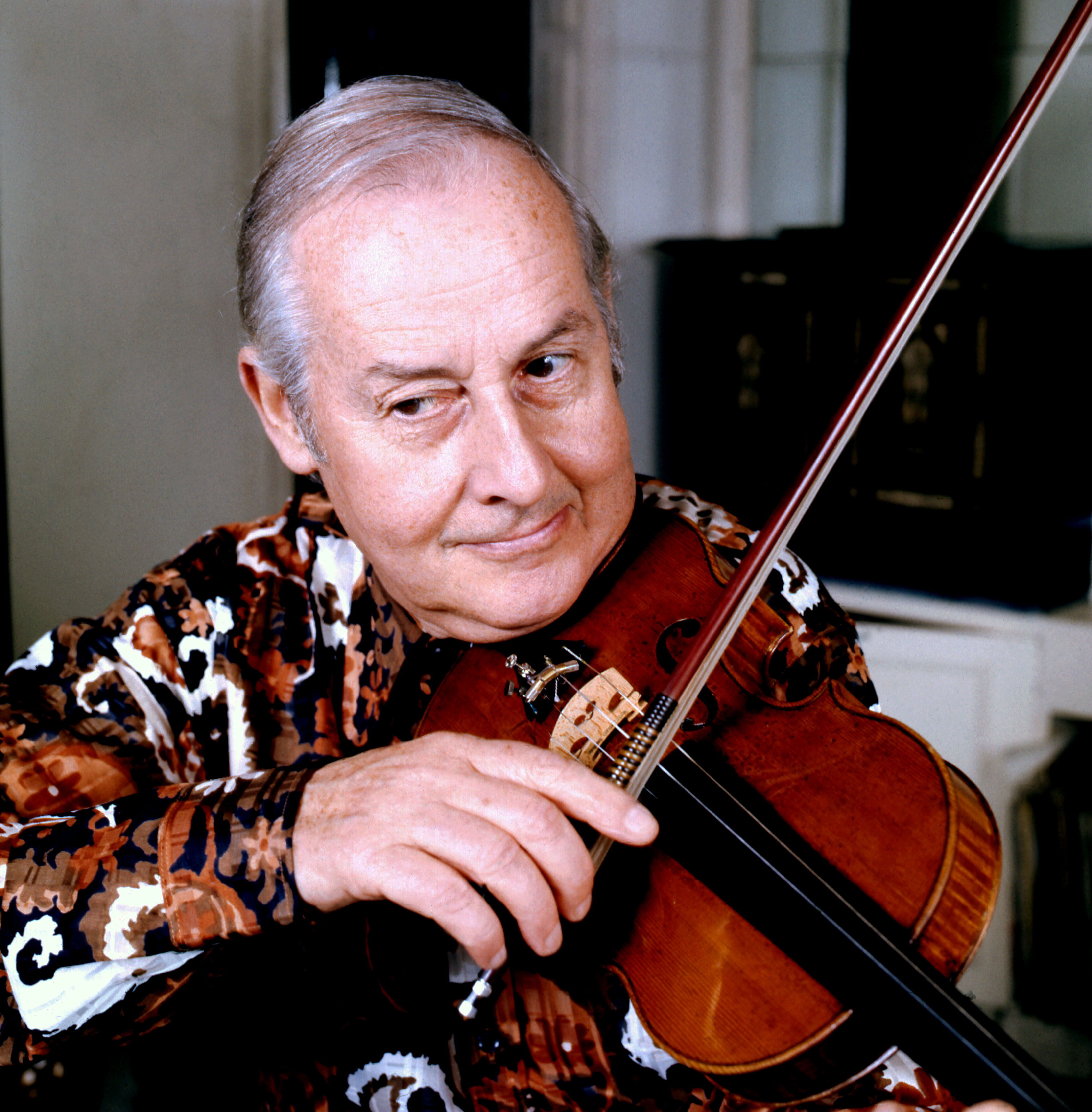
De jazzviolist Stéphane Grappelli strijkt op zijn viool

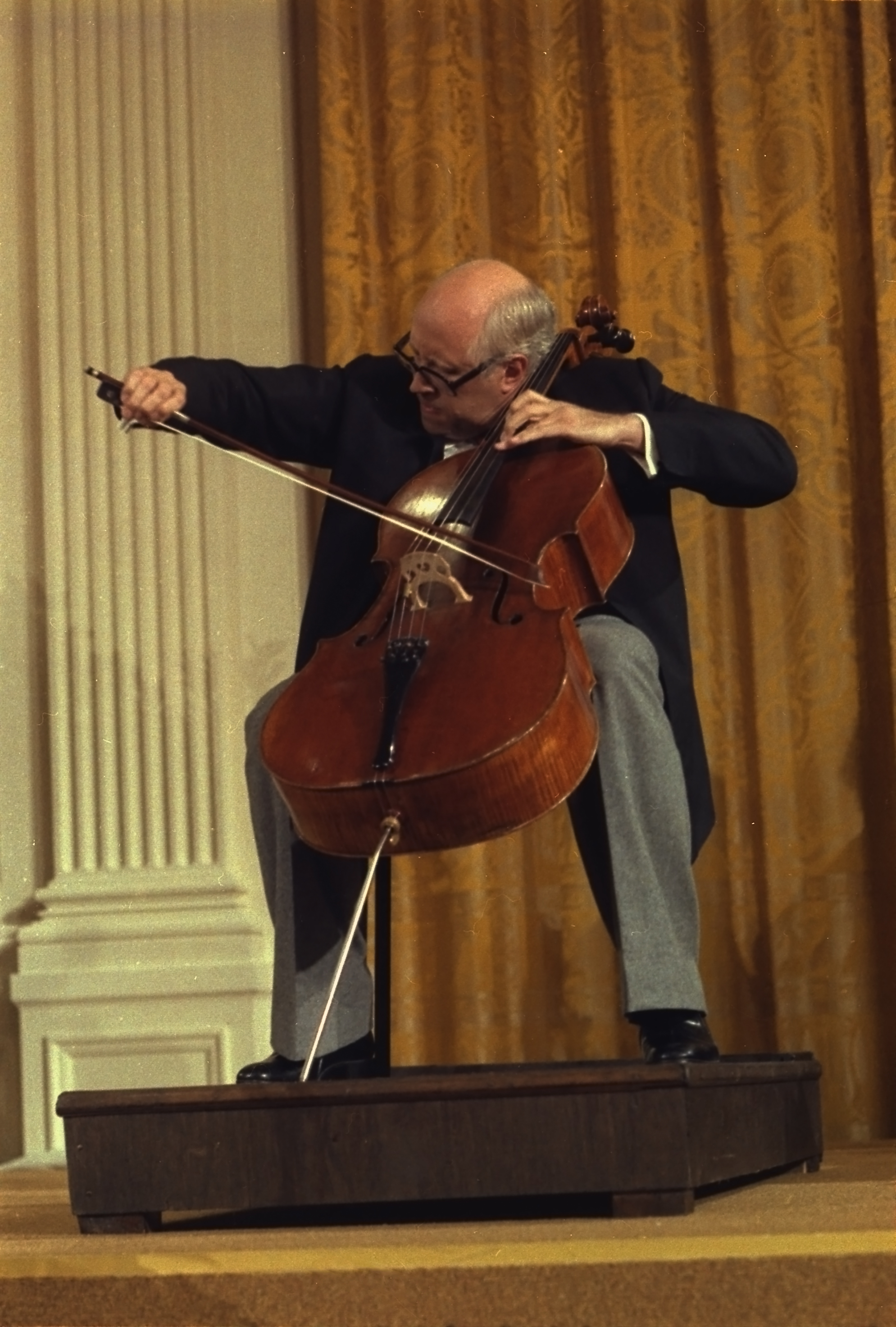
De cellist Mstislav Rostropovitsj in karakteristieke strijkhouding

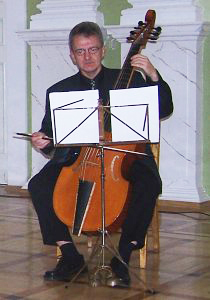
Marcin Zalewski in de strijkhouding met de viola da gamba (= beenviool)

Strijkinstrumenten zijn muziekinstrumenten die bespeeld worden met een strijkstok.

## Snaarinstrumenten
De meeste strijkinstrumenten behoren tot de snaarinstrumenten. Door de strijkstok met de juiste snelheid en druk dwars over de snaar te bewegen wordt deze in trilling gebracht en gehouden, waarmee een voor strijkers typerende klankkleur ontstaat. Daarbij worden verschillende toonhoogtes verkregen door het plaatsen van de vingers op de snaren. Hoe verder men de vinger naar het uiteinde van de hals op de snaar plaatst, hoe lager de toon.

### Wijze van bespelen
De snaren kan men op verschillende manieren tot klinken brengen:
- con arco - de snaren bestrijken met de met hars stroef gemaakte haren van de strijkstok;
- con sordino - strijken met een demper op de kam;
- col legno - met het hout van de stok strijken (zeer zelden toegepast).
- flageolet - techniek waarbij men met de ene hand een vinger zachtjes tegen de snaar houdt (zonder deze tegen de toets te drukken), zodat bij het aanstrijken een eigenfrequentie van de snaar klinkt.

De snaren kunnen ook op andere manieren dan door strijken tot klinken gebracht worden.
- pizzicato - tokkelen met de vingers (dit kan zowel met de linker- als rechterhand);
- Bartókpizzicato - zo hard aan de snaren trekken dat ze bij het loslaten tegen het hout van de toets slaan. Ten onrechte wordt vaak gedacht dat de componist Béla Bartók deze techniek zou hebben ontwikkeld. Dit is echter niet waar. Gustav Mahler geeft in het scherzo van zijn Zevende symfonie al de instructie aan de strijkers om de snaar zódanig hard te tokkelen, dat het terug slaat op de toets.
- Met slagwerkstokken of andere voorwerpen. In dat geval wordt de snaar doorgaans aangeslagen bespeeld.
- Soms wordt er achter de kam gespeeld.
- Soms worden juist niet de snaren, maar de kast zelf bespeeld (door erop te trommelen).

#### Vibrato
Een manier waarop het timbre (de klankkleur) bij het strijken kan worden beïnvloed, is het toepassen van vibrato: het laten trillen van de hand die de toonhoogte op de snaar maakt, zonder dat die verschuift. Het toepassen van een overvloedig vibrato op bijna elke noot wordt vooral geassocieerd met muziek uit de romantiek. Toch werd tot en met de eerste decennia van de twintigste eeuw (toen de romantische periode al voorbij was) vibrato uitsluitend gezien als een expressiemiddel om bepaalde noten meer nadruk of een andere kleur te geven dan andere. De gewoonte om zo goed als elke noot van vibrato te voorzien, zoals in symfonieorkesten gewoonte werd, wordt zelfs bij de uitvoering van het romantisch muziekrepertoire niet altijd meer toegepast.
Vibrato kent vele varianten in amplitude, snelheid en intensiteit. Een vibrato kan ook versnellen of vertragen. Vibrato wordt zowel vanuit een polsbeweging als vanuit een vingerbeweging toegepast. Zowel gestreken tonen als getokkelde tonen kunnen van vibrato worden voorzien. Soms vibreert men in geval van het bespelen van een 'open snaar' (waarbij geen vingers op de toets worden gebruikt voor die snaar) een toon op een andere snaar (bijvoorbeeld indien men een 'kale' e op de e-snaar speelt, kan men op de a-snaar ook een e indrukken en vibreren, zonder die vinger-e zelf aan te strijken. In dat geval wordt gebruikgemaakt van resonantie, waardoor de klinkende 'kale' e, toch enig vibrato meekrijgt.

### Typen
Klassieke voorbeelden van strijkinstrumenten zijn, van hoog naar laag:
- viool
- altviool
- cello (voluit violoncello)
- contrabas

Voorbeelden van strijkinstrumenten in de volksmuziek zijn:
- vedel of rebab
- Hardangerviool (Noorwegen)
- rebec (Oost-Europa, Spanje en Noord-Afrika)
- gusle (Joegoslavië)
- gdulka (Bulgarije).

Nauwelijks bekend is de violofoon of 'Strohviool', genoemd naar de Duitse uitvinder J.M.A. Stroh (1828-1914). Dit zeldzame instrument wordt bespeeld als een viool, zonder klankkast maar met een 'kelk' die vergelijkbaar is met een trompet.
De viola profonda, een 21e-eeuwse uitvinding van de Boliviaan Gerardo Yañez (1952), zit in grootte tussen de altviool en de cello in, wordt een octaaf lager gestemd dan de viool en rust bij het spelen op de schouder. 

## Vioolfamilie
De viool, altviool en cello behoren tot de vioolfamilie. Zij zijn gestemd in zogenaamde 'reine' kwinten. De oudste van de vioolfamilie is de altviool, die in het Italiaans (en het Engels) viola wordt genoemd. Het woord komt van het middeleeuws-Latijnse woord vitula (‘snaarinstrument’). Vermoedelijk is de ‘viola’ afgeleid van de lira da braccio, die in de Renaissancetijd in gebruik was en op zijn beurt afstamt van de Byzantijnse lyra, een soort lier met gestreken snaren.
Het Italiaanse woord violino voor viool betekent ‘kleine viola’. Van dat woord is ons woord viool afgeleid. Daarnaast gebruikten de Italianen het woord violone, ‘grote viola’, voor alles wat groter was dan een altviool, maar bij voorkeur voor een instrument ter grootte van de contrabas. De violoncello (later vaak afgekort tot cello) was dan een ‘kleine violone’.
De contrabas behoort niet tot de vioolfamilie, maar is afkomstig uit de gambafamilie, en dienovereenkomstig in 'reine' kwarten gestemd. Tot deze strijkersfamilie, die vooral in oude muziek wordt toegepast, behoren ook de vedel, de viola d'amore, de viola da gamba en de (zeer zeldzame) octobas.

## Formaties
Viool, altviool en cello kunnen alle drie worden ingezet als solo-instrument, onbegeleid of met begeleiding van bijvoorbeeld orkest of piano. Werken voor de altviool als solo-instrument zijn tamelijk schaars.

### Orkest
In de meeste orkesten is een strijkersgroep opgenomen. Een symfonieorkest telt doorgaans 8 tot 38 violen, 2 tot 14 altviolen en 2 tot 12 cello's. Symfonieorkesten, kamerorkesten en strijkorkesten hebben vijf strijkersgroepen: eerste violen - tweede violen - altviolen - cello's - contrabassen. In het orkest spelen strijkers in groepen samen, twee aan twee aan een lessenaar gezeten. Dat is handiger in verband met het omslaan van de bladmuziek. Veel componisten ervaren strijkers als een bijzondere instrumentgroep vanwege de wezenlijk andere klankkleur van de (grote) groep strijkinstrumenten. Vandaar dat een symfonieorkest opmerkelijk veel meer strijkers behoeft dan leden van andere instrumentengroepen (blaasinstrumenten en slagwerk).

### Kamermuziek
In de kamermuziek bestaan:
- strijktrio: viool, altviool en cello;
- strijkkwartet: twee violen, altviool en cello (de partijen van de violen krijgen dan de namen eerste en tweede viool);
- strijkkwintet: een strijkkwartet met een extra altviool of extra cello, soms een contrabas, zoals in Dvořáks opus 77.
- strijksextet: twee violen, twee altviolen en twee celli, bijvoorbeeld bij Brahms, Dvořák en Verklärte Nacht van Schönberg.
- strijkoctet: twee strijkkwartetten

## Zeldzame en in onbruik geraakte instrumenten

### Violino piccolo

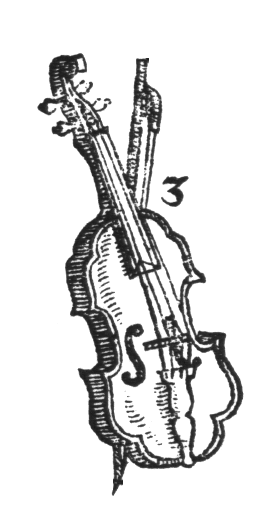
Tekening van een violino piccolo (uit Michael Praetorius, Syntagma musicum)

De violino piccolo is een klein model viool, doorgaans een terts of een kwart hoger gestemd dan de viool. Het instrument was in gebruik van het einde van de zestiende eeuw tot het midden van de achttiende eeuw. Het instrument speelt mee in het Eerste Brandenburgse Concert van Johann Sebastian Bach.

### Stomme viool

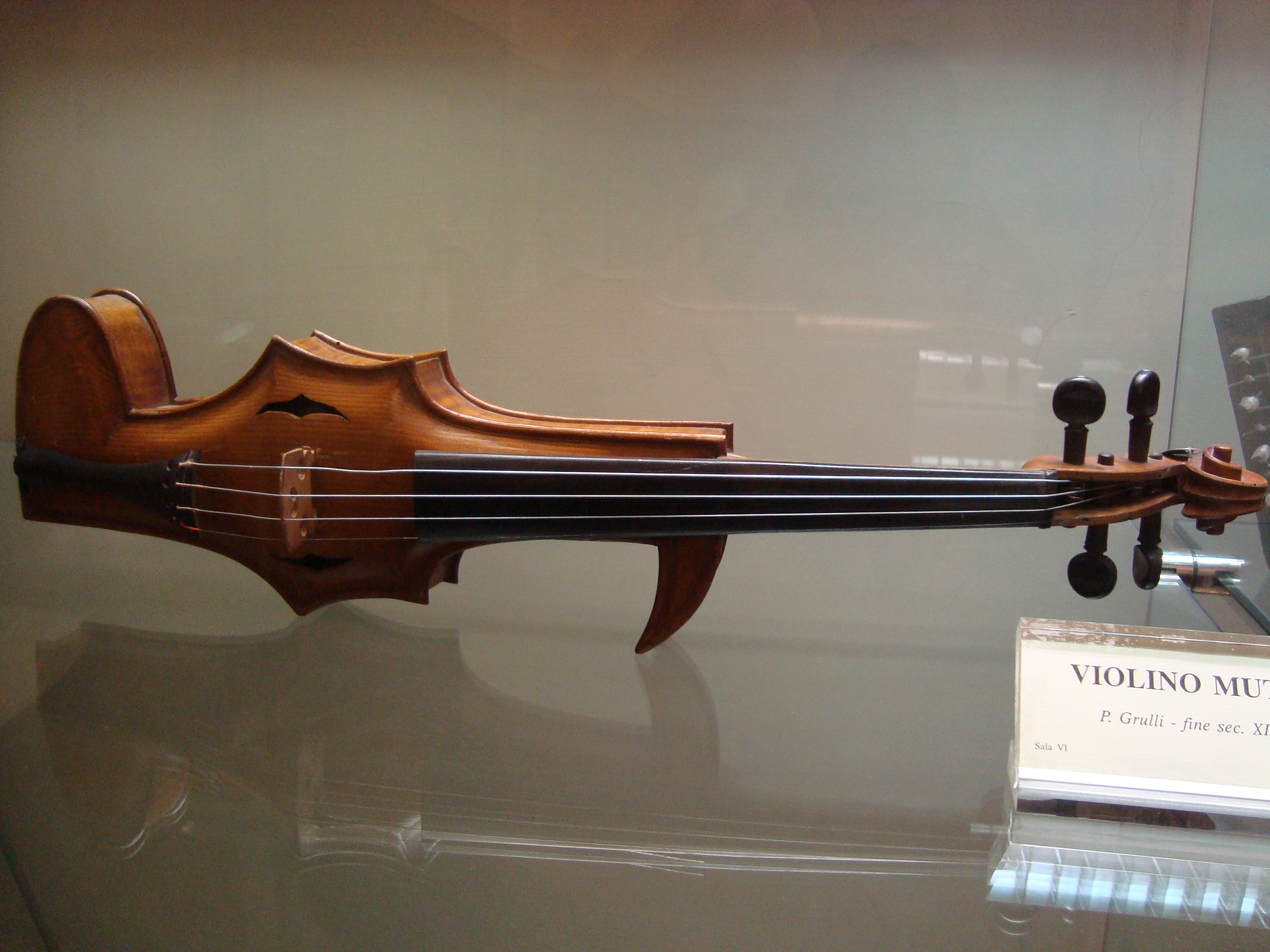
Een stomme viool, gebouwd door P. Grulli op het eind van de 19e eeuw, aanwezig in de collectie van het Nationaal muziekinstrumentenmuseum in Rome

De stomme viool is een viool zonder, of met een heel ondiepe klankkast. Het instrument heeft een zachte, schrale toon. De stomme viool is bedoeld als oefeninstrument, maar Willem Pijper liet het instrument de partij van de eerste viool spelen in zijn eerste strijkkwartet van 1914.
Een moderne variant is de elektrische viool, die van zichzelf weinig geluid produceert, maar elektronisch versterkt wordt.

### Dansmeesterviool
De dansmeesterviool is het enige lid van de vioolfamilie met een afwijkend uiterlijk. Deze viool heeft een langwerpige klankkast. Daarom kan ze worden meegedragen in een jaszak. Ze heet daarom ook wel zakviool. Het instrument was dankzij zijn handige formaat in de zeventiende en achttiende eeuw populair bij dansmeesters en straatmuzikanten. Daarna raakte het in onbruik.

### Tenorviool
De altviool is een kwint lager gestemd dan de viool, de cello een octaaf lager dan de altviool. Er zit dus een ‘gat’ tussen die twee instrumenten. Vroeger was er inderdaad een instrument dat zowel qua toonbereik als qua grootte tussen de altviool en de cello in zat: de tenorviool (violotta in het Italiaans).
Er waren twee varianten: de ene werd tegen de schouder gehouden, de andere op de knie. Antonio Stradivari heeft nog tenorviolen gebouwd. Vermoedelijk is het instrument in onbruik geraakt, doordat het minder gemakkelijk te bespelen was dan een altviool of cello, terwijl de klankkleur zich te weinig onderscheidde van die van de altviool en de cello.
Een moderne variant van de tenorviool is de viola profonda.

### Violoncello piccolo
De violoncello piccolo is een vijfsnarige cello. Een paar stukken van Johann Sebastian Bach voor cello eisen zo'n vijfde snaar. De documentatie is schaars, maar er zijn aanwijzingen dat er een variant van de violoncello piccolo heeft bestaan die met een draaglint over de schouder werd gehangen: de viola pomposa of viola da spalla.

### Violone

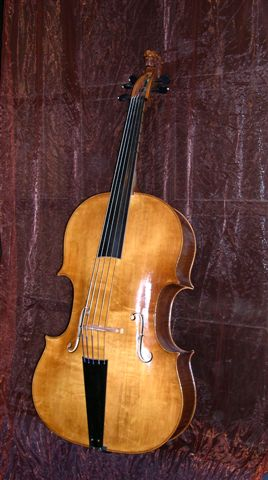
Een moderne violone, gemaakt door de Israëlische instrumentenbouwer Amit Tiefenbrunn

De naam violone werd vroeger gebruikt voor ieder instrument uit de vioolfamilie dat groter was dan een altviool, dus ook voor de cello. Tegenwoordig bedoelt men meestal een instrument ter grootte van de contrabas, of zelfs nog iets groter. Anders dan de contrabas wordt de violone in kwinten gestemd. Doorgaans heeft het instrument geen pin waarop het rust.

### Contrabas

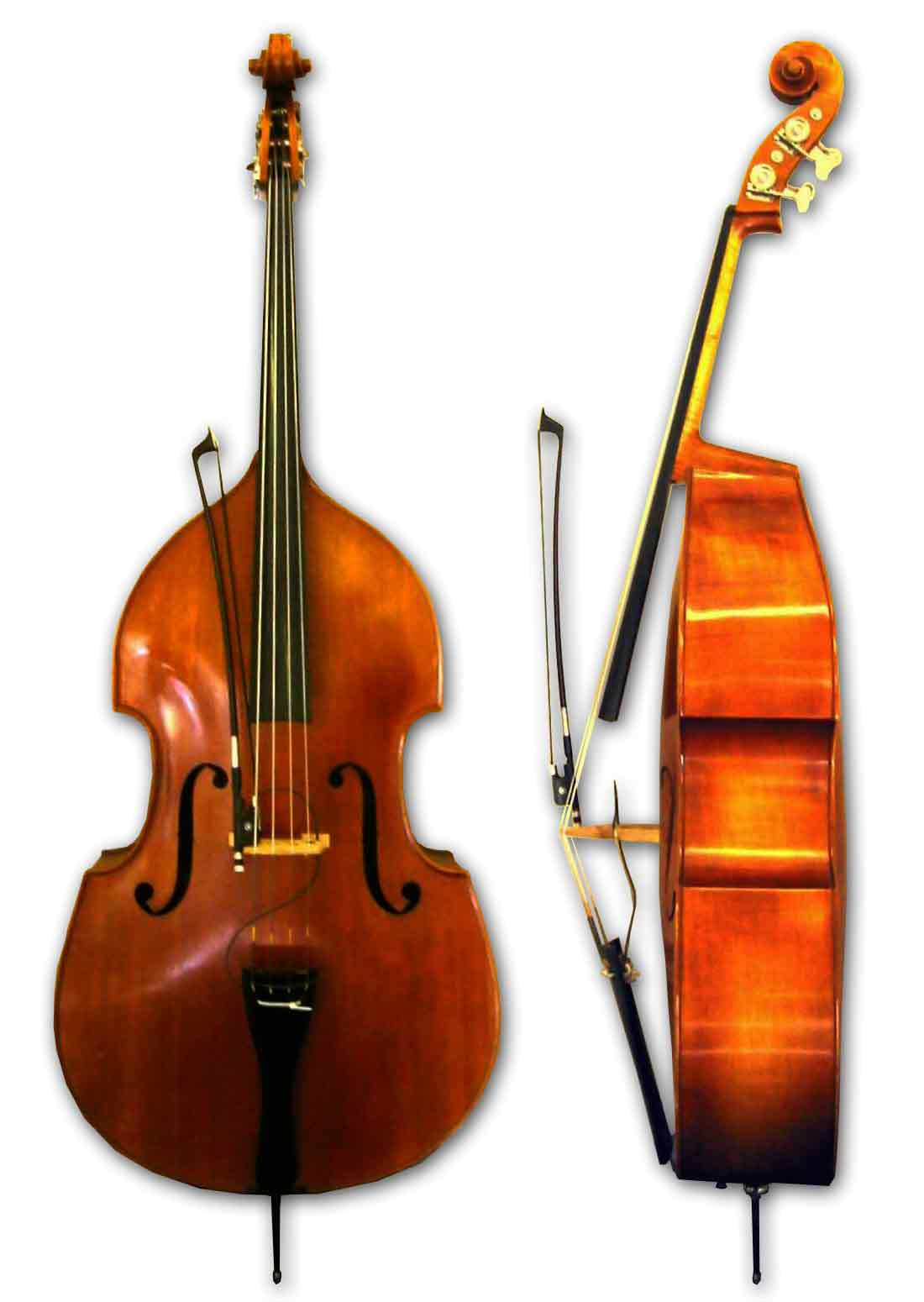
Voor- en zijaanzicht van de contrabas

De contrabas (en trouwens ook de octobas) behoort niet tot de vioolfamilie, maar tot de gambafamilie. De leden van de vioolfamilie hebben ronde schouders, de contrabas heeft afhangende schouders. De leden van de vioolfamilie worden in kwinten gestemd, de contrabas in kwarten. Wel heeft de contrabas maar vier snaren. Het instrument kan zowel bovenhands als onderhands bespeeld worden.
Het equivalent van de contrabas in de vioolfamilie is de violone. Omdat de contrabas makkelijker te bespelen is, heeft hij de violone verdrongen.
Dat neemt niet weg dat de contrabas goed te combineren is met instrumenten van de vioolfamilie. Zo schreef
- Luigi Boccherini vijf kwintetten voor twee violen, altviool, cello en contrabas (Opus 39, 1787);
- Gioacchino Rossini zes sonates voor twee violen, cello en contrabas (1804).

Contrabassen maken deel uit van de strijkersgroep van de meeste orkesten. Een symfonieorkest telt 1 tot 10 contrabassen.

## Aangestreken instrumenten zonder snaren
Bij een zingende zaag worden toonhoogteverschillen verkregen door het meer of minder doen doorbuigen van het zaagblad: meer doorbuigen van het zaagblad doet de spanning in het metaal toenemen waardoor dit hoger gaat klinken. Omdat het niet goed mogelijk is die spanning volledig constant te houden, zal een zingende zaag een onvermijdelijk "natuurlijk" vibrato ten gehore brengen.
Ook de toetsen van een vibrafoon kan men met een strijkstok aanstrijken.